# Katastrofa lotu Associated Aviation 361
Katastrofa lotu Associated Aviation 361 – wypadek lotniczy samolotu Embraer EMB 120 Brasilia, do którego doszło 3 października 2013 w Ikeja w Nigerii. W wyniku wypadku śmierć poniosło 16 osób (11 pasażerów i 5 członków załogi).

## Wypadek
Samolot wystartował z pasa startowego 18L na lotnisku Lagos, po czym załoga otrzymała ostrzeżenia. Mimo to piloci przy prędkości decyzji nie zdecydowali się, aby przerwać start. EMB 120 miał trudności z nabraniem wysokości. Niecałą minutę po wystartowaniu samolot uderzył w teren z nosem w dół.

## Pasażerowie
Samolot przewoził ciało byłego gubernatora stanu Ondo Oluseguna Agagu z Lagos do Akure w celu pochówku.
Wśród ofiar śmiertelnych byli krewni Oluseguna Agagu oraz urzędnicy stanu Ondo.

## Dochodzenie
Nigeryjskie Biuro Badania Wypadków (NSIB) 18 kwietnia 2018 r. opublikowało raport końcowy, w którym stwierdzono, że prawdopodobną przyczyną katastrofy była decyzja załogi o kontynuowaniu startu pomimo nieprawidłowych wskazań obrotów silnika nr 2, spowodowaną jego awarią oraz przeciągnięcie na małej wysokości z powodu niskiego ciągu silnika nr 2.